# Chéserex
Chéserex je mjesto u Švicarskoj u kantonu Vaud. 

## Gospodarstvo
Veće tvrtke u Chéserexu su:
- Adecco

## Vanjske poveznice
- Službena stranica